# Václav Vydra (ur. 1956)
 Václav Vydra  (ur. 7 stycznia 1956 w Pradze), czeski aktor; syn Václava Vydry i Dany Medřickej.

## Życiorys
W 1977 r. ukończył studia na praskim konserwatorium.
Członek wielu teatrów – Divadlo J. Průchy w Kladnie (1976-79), Městská divadla pražská (1979-94), Divadlo na Vinohradech (z 1995 r.).
Aktor konwersacyjnego i komediowego repertuaru. Często korzysta ze skrótów groteskowych, przesady oraz wyraziście pracuje z głosem.
Autor książki Vaše Dana Medřická (1995).

## Role teatralne
- Hadrián (V. K. Klicpera, Hadrián z Římsů, 1977)
- Jakub (M. Kundera, Jakub a jeho pán, 1992)
- Szabuniewicz (F. Werfel, Jacobowski i pułkownik, 1995)

## Role telewizyjne
- serial Lekár umierajúceho času (1983)
- serial Bambino (1984)
- serial Bylo nás pět (1994)
- serial Život na zámku (1995)
- film Den, kdy unesli papeže (1995)
- serial Četnické humoresky (1997)
- serial Tři králové (1998)
- serial Šípková Růženka (2001)

## Filmografia
- Půl domu bez ženicha (1980)
- Poslední propadne peklu (1982)
- S čerty nejsou žerty (pol. Z diabłami nie ma żartów) (1984)
- Tankový prapor (1991)
- Černí baroni (1992)
- Helimadoe (1994)
- V erbu lvice (1994)
- Z pekla štěstí (1999)
- Z pekla štěstí 2 (2001)
- Kameňák (2003)
- Kameňák 2 (2004)
- Kameňák 3 (2005)